# کوه بنوم
کوه بنوم (به لاتین: Mount Benum) یک کوه در مالزی است که در پاهانگ واقع شده‌است. کوه بنوم ۲٬۱۰۷ متر بالاتر از سطح دریا واقع شده‌است.